# Bismarcksäule (Mörchingen)

Bismarckturm (Ansichtskarte, 1900)

Die Bismarcksäule stand in der Nachtigallenschlucht bei Morhange, deutsch Mörchingen.
Mörchingen gehörte von 1871 bis 1918 als Teil des Reichslands Elsaß-Lothringen zum Deutschen Reich. Der 6,70 m hohe Turm entstand nach dem 1899 aus einem studentischen Architektenwettbewerb hervorgegangenen Typenentwurf „Götterdämmerung“ des Architekten Wilhelm Kreis. Wie es der ursprünglichen Konzeption des Wettbewerbs entsprach, wurde er als Feuersäule ohne Aussichtsplattform ausgeführt.
Die Einweihung erfolgte am 25. August 1901. Die Säule wurde ab 1902 an jedem Geburtstag Bismarcks am 1. April befeuert. Im November 1918 wurde der Turm von den Franzosen abgerissen.